# 大田区立池上小学校
大田区立池上小学校（おおたくりつ いけがみしょうがっこう）は、東京都大田区池上にある小学校。

## 概要
1878年（明治11年）、池上本門寺境内に設立され、1978年（昭和53年）に開校100周年を迎えた。

### 校歌
- 作詞：御瀧 國雄
- 作曲：南原 ひろし

## 沿革

### 略歴
- 1878年（明治11年）、池上本門寺境内の理境院本堂（りきょういんほんどう）を借り東京府第二中学区三十一番地池上学校として創立。その後、池上村立池上尋常高等小学校・池上町立池上尋常高等小学校・大森区池上尋常高等小学校・池上国民学校と改称し、2000年（平成12年）、大田区立池上小学校となる。

### 年表
出典
- 1878年（明治11年） - 池上本門寺境内の理境院本堂を借り東京府第二中学区三十一番地池上学校として創立。
- 1881年（明治14年） - 現在の位置に校舎が建設される。
- 1902年（明治35年） - 東京府荏原郡池上村立池上尋常高等小学校となる。
- 1926年（昭和元年） - 東京府立荏原群池上町立池上尋常高等小学校となる。
- 1932年（昭和7年） - 東京府東京市大森区池上尋常高等小学校となる。
- 1941年（昭和16年） - 東京府東京市池上国民学校となる。
- 1943年（昭和18年） - 東京都池上国民学校となる。
- 1945年（昭和20年） - 東京大空襲にて校舎が焼ける。
- 1947年（昭和22年） - 東京都大田区立池上小学校となる。
- 1978年（昭和53年） - 開校100周年記念式典を挙行。
- 2000年（平成12年） - 大田区立池上小学校となる。

## 学校行事
| - 4月 始業式、入学式 - 5月 - 6月 運動発表会 | - 7月 終業式 - 8月 - 9月 始業式 | - 10月 - 11月 - 12月 終業式 | - 1月 始業式 - 2月 - 3月 ６年生を送る会、卒業式、修了式、離任式 |

## 通学区域
- 大田区[2]
  - 池上1丁目（1番、2番、11番、15番、17番から24番、30番から35番）、池上2丁目、池上3丁目（1番から20番、21番の一部、26番から32番）、池上4丁目、池上5丁目（4番から21番）、池上6丁目（1番、4番から6番、16番）

## 進学先中学校
- 大田区立大森第四中学校[3]

## 学区内の主な施設
- 大田区立大森第四中学校
- 池上本門寺

## 交通
- 東急池上線 池上駅から徒歩約10分

## 出身者
- 目黒蓮(俳優)